# 蒙特卡洛賭場
蒙地卡羅賭場（Monte Carlo Casino）是位於摩納哥蒙地卡羅的一個賭場和娛樂設施。由當時的摩納哥親王查理三世下令建造。蒙地卡羅賭場開業於1858年，擁有一個大平臺讓遊客能夠遠眺從摩納哥到意大利城市Bordighera的風景。大賭場整幢建築物包含不同的建築風格。在西面臨海最古老的建筑是由巴黎歌劇院的建築師夏爾·加尼葉於1878年設計。而最新裝飾了各種墻紙和油畫及使用巴洛克式的鍍金的劇院和賭場則建於1910年。訪客如要進入賭場，必須穿著正式禮服才可進入。賭場前方為熱帶庭園（Jardin Exotique）。

## 圖集

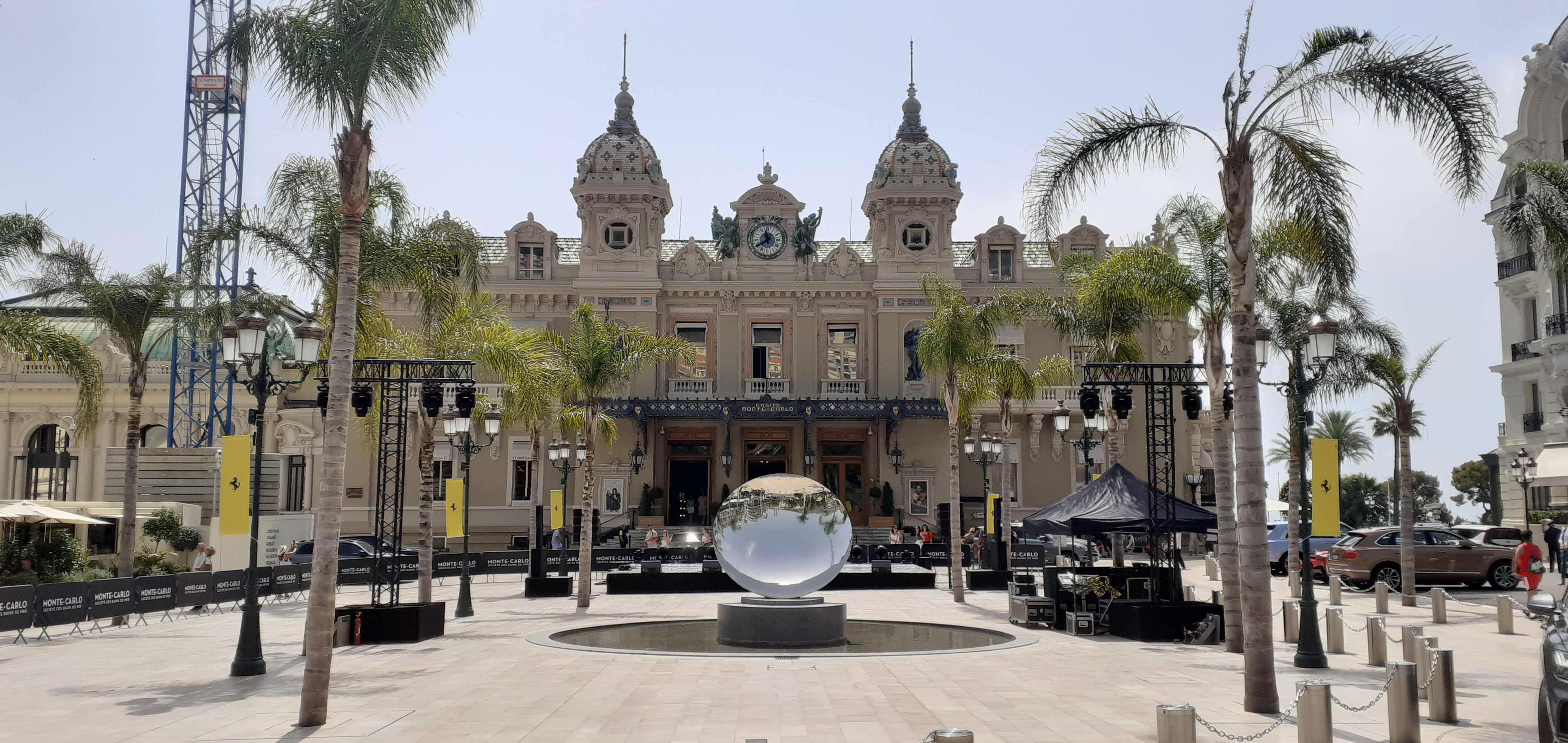
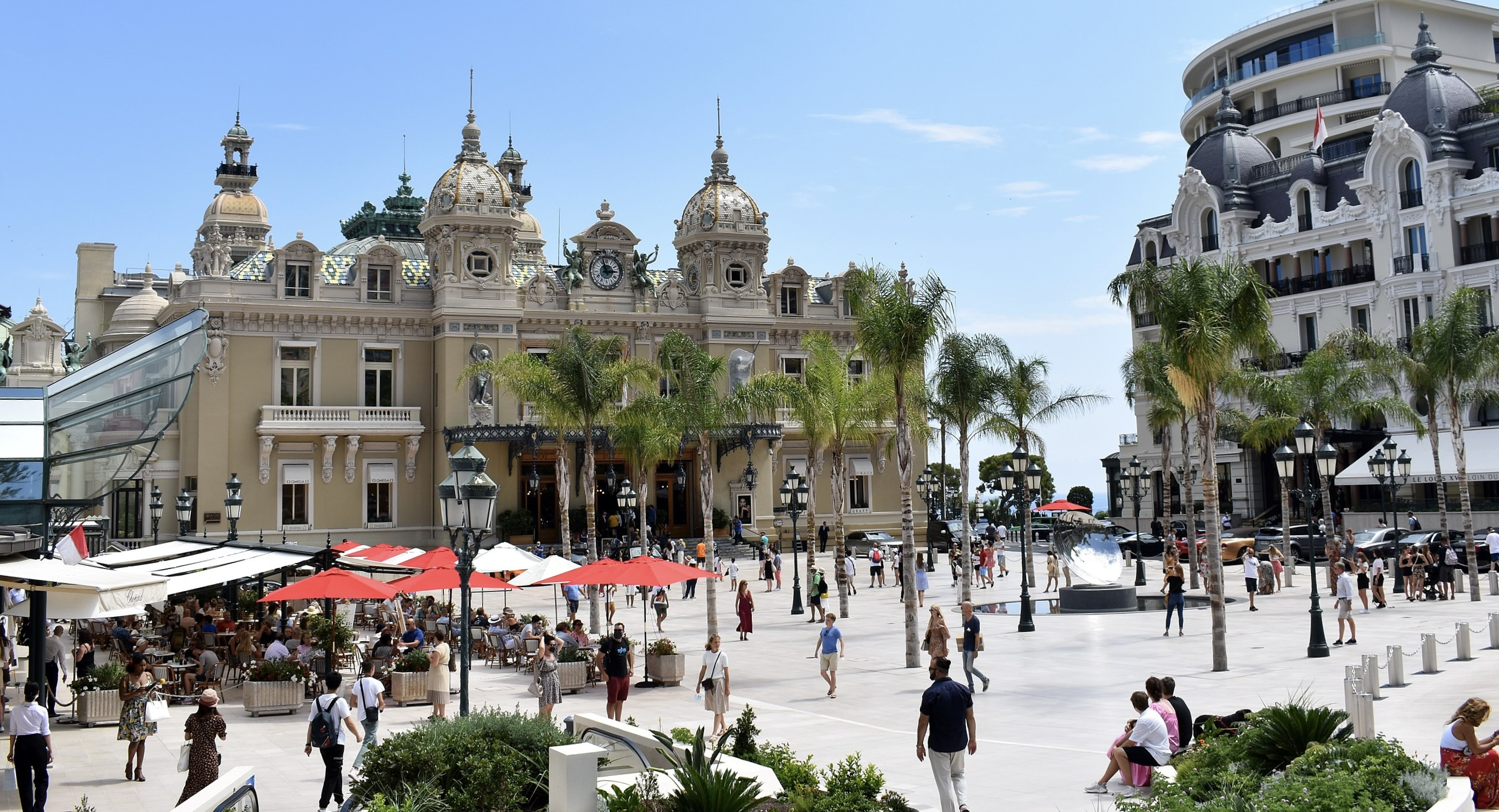
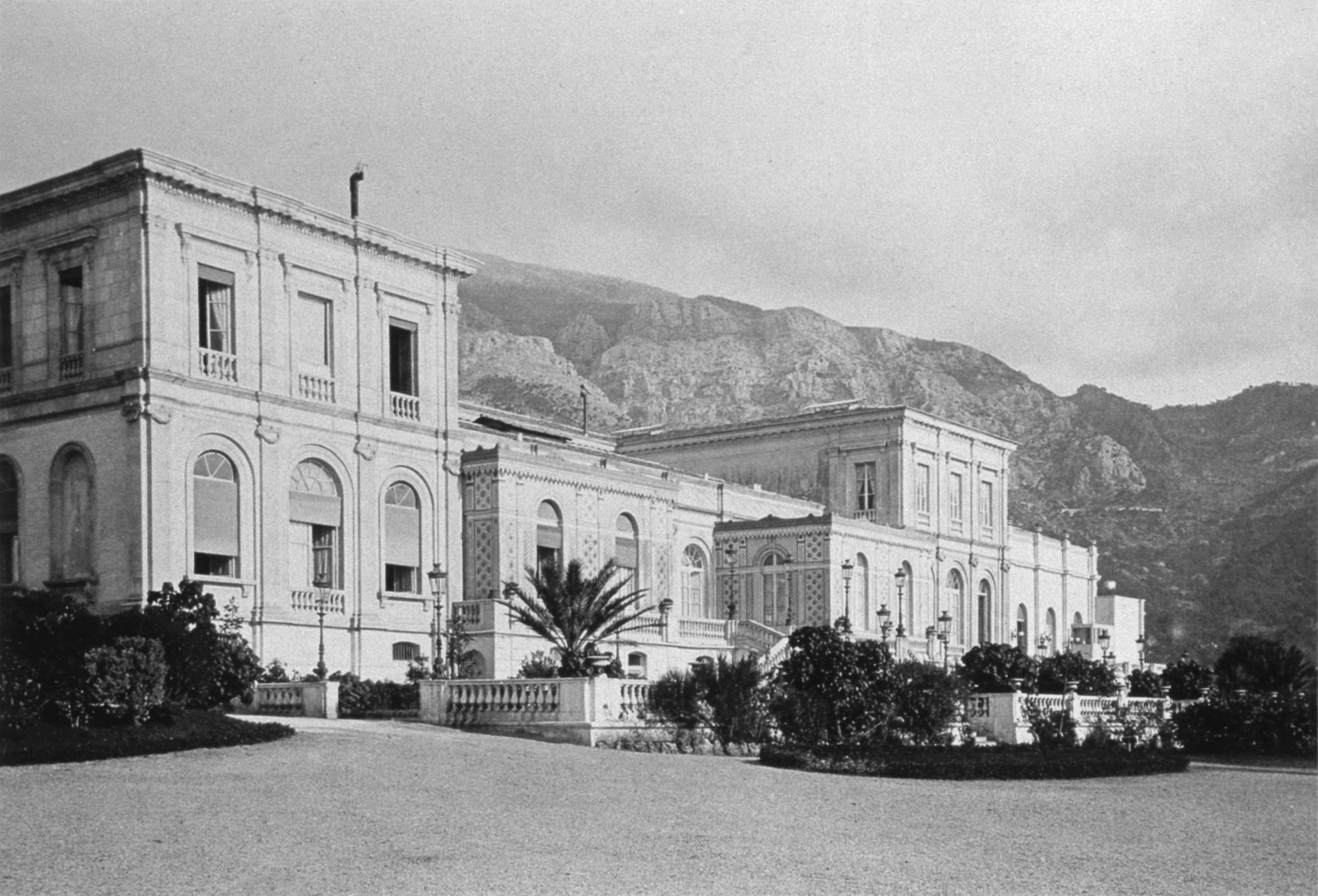
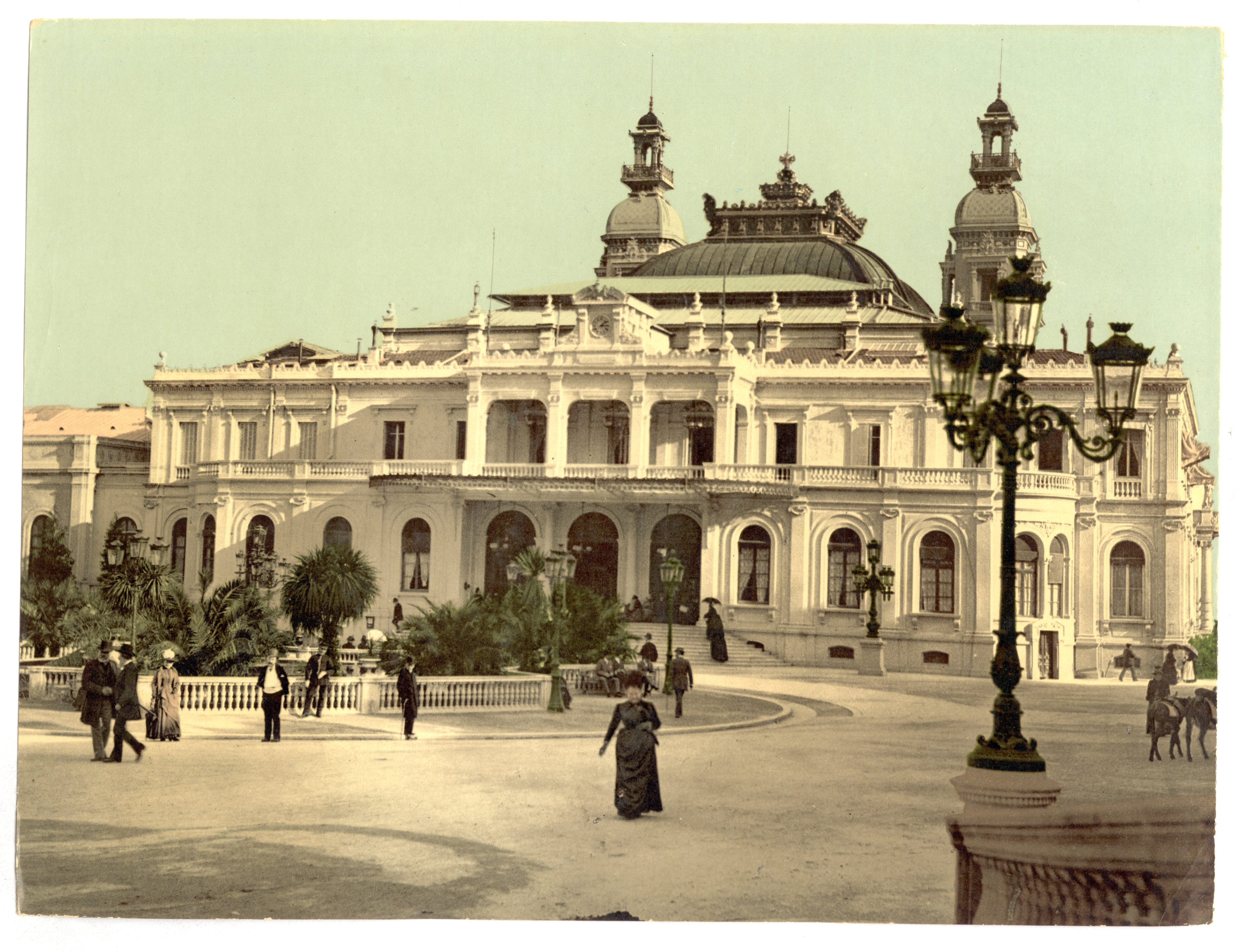
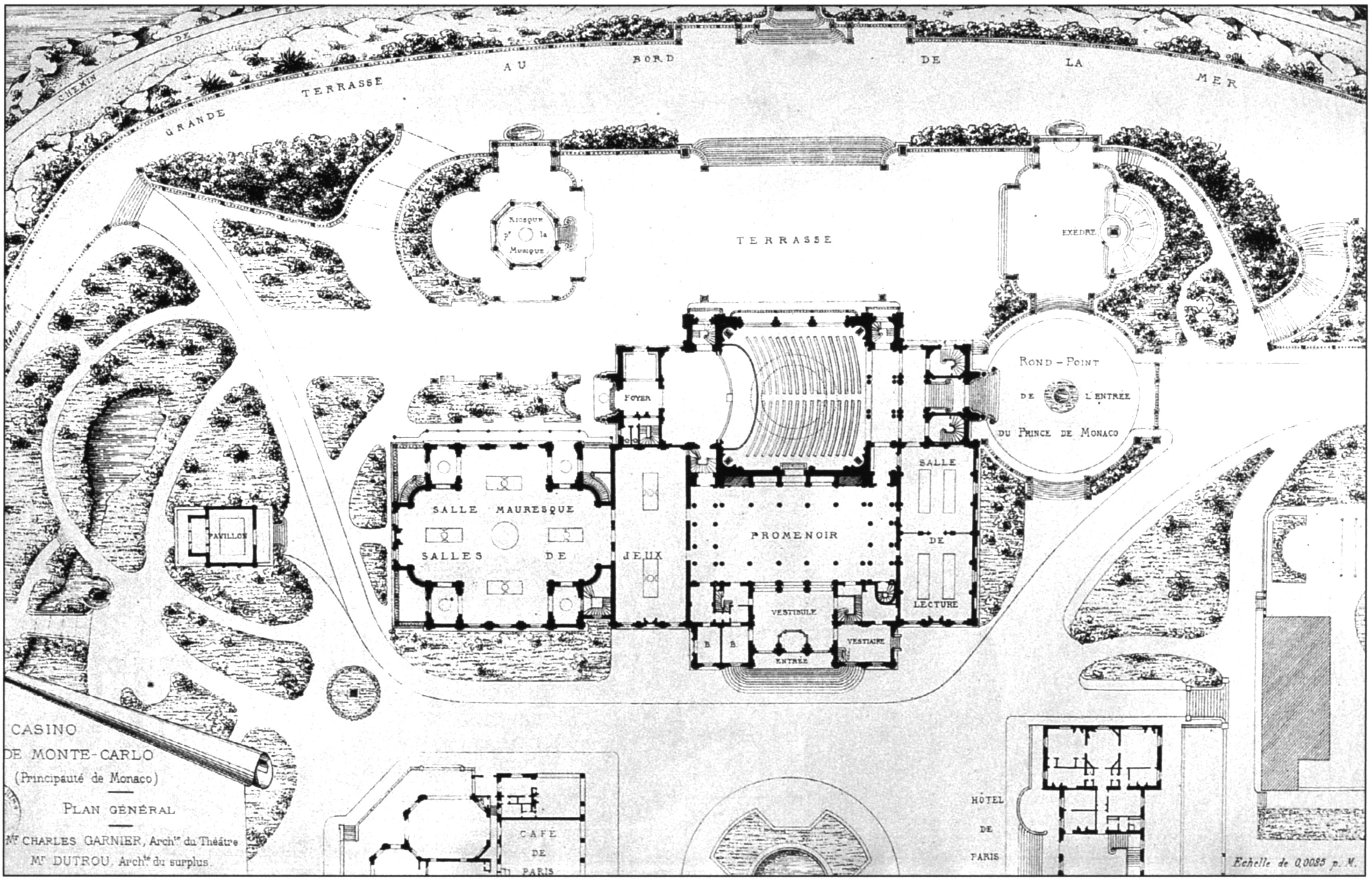
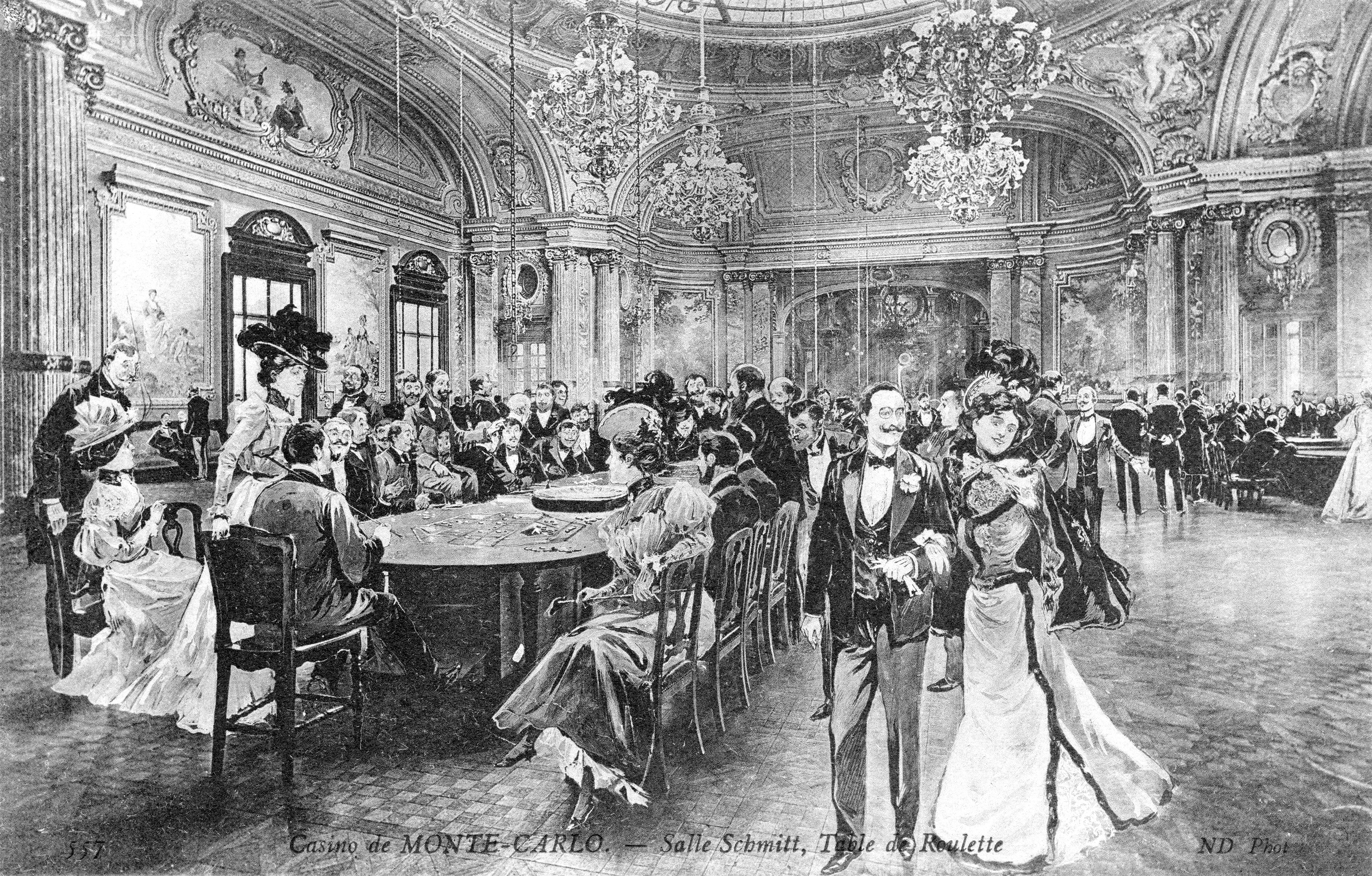
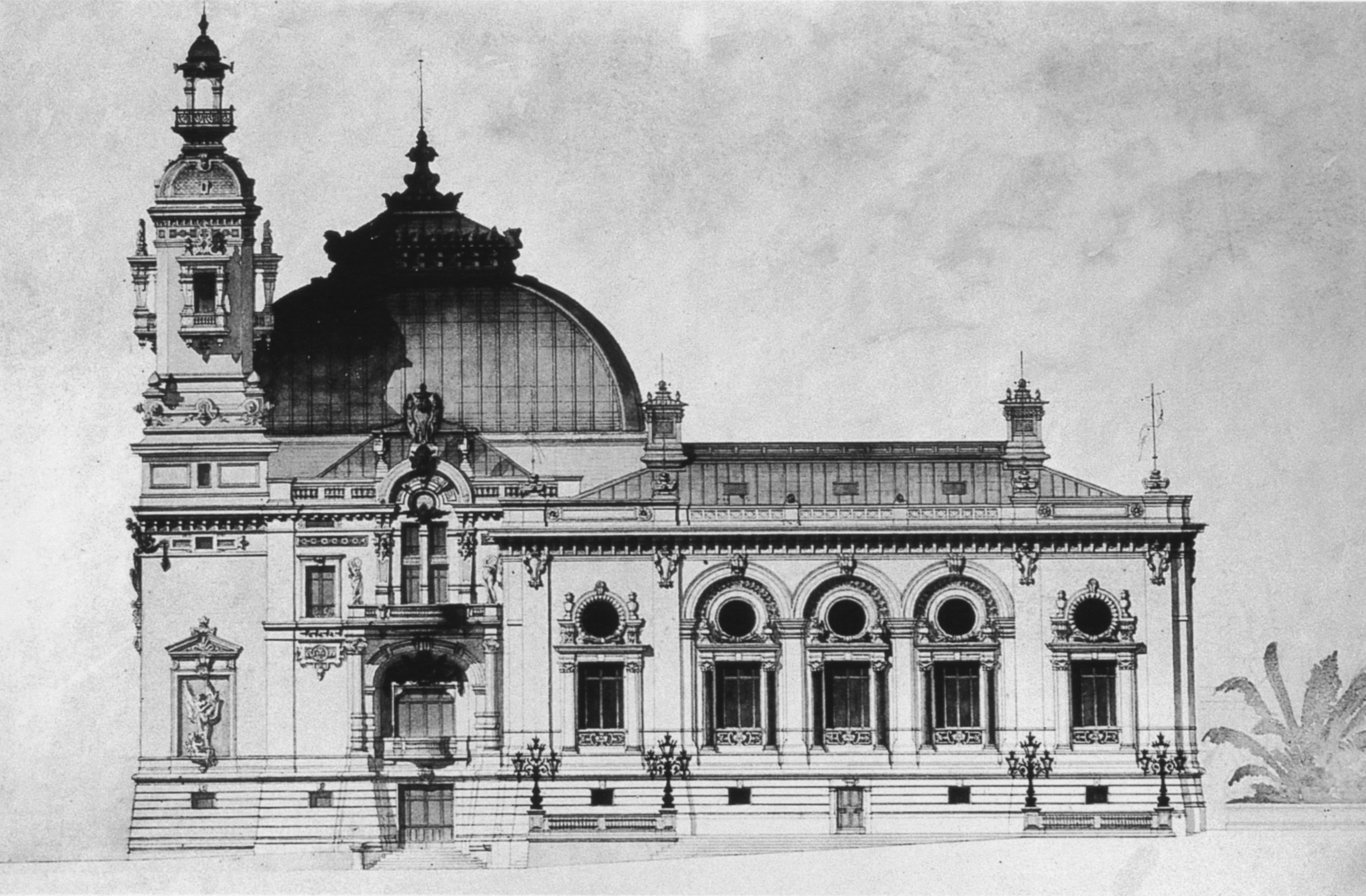
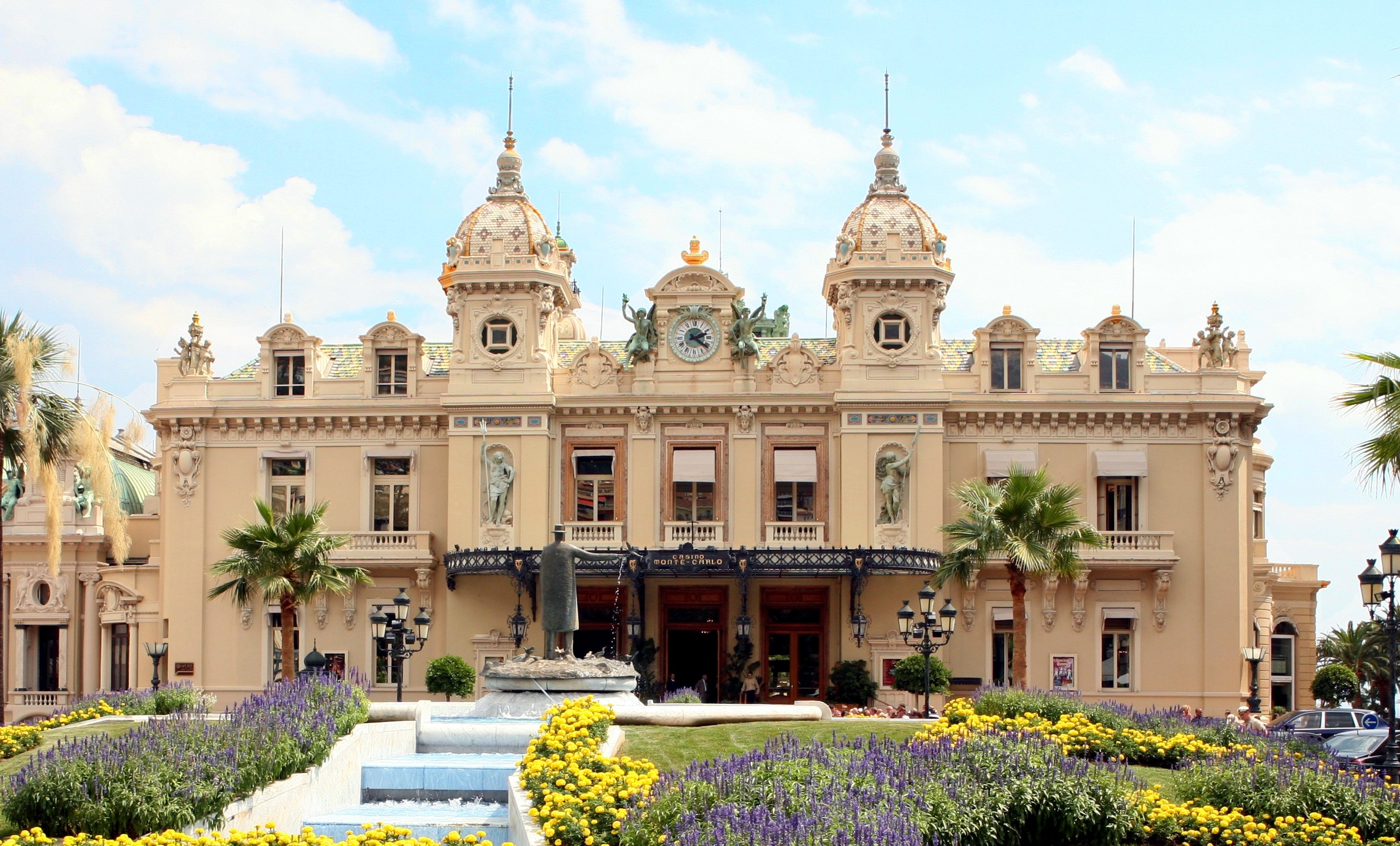
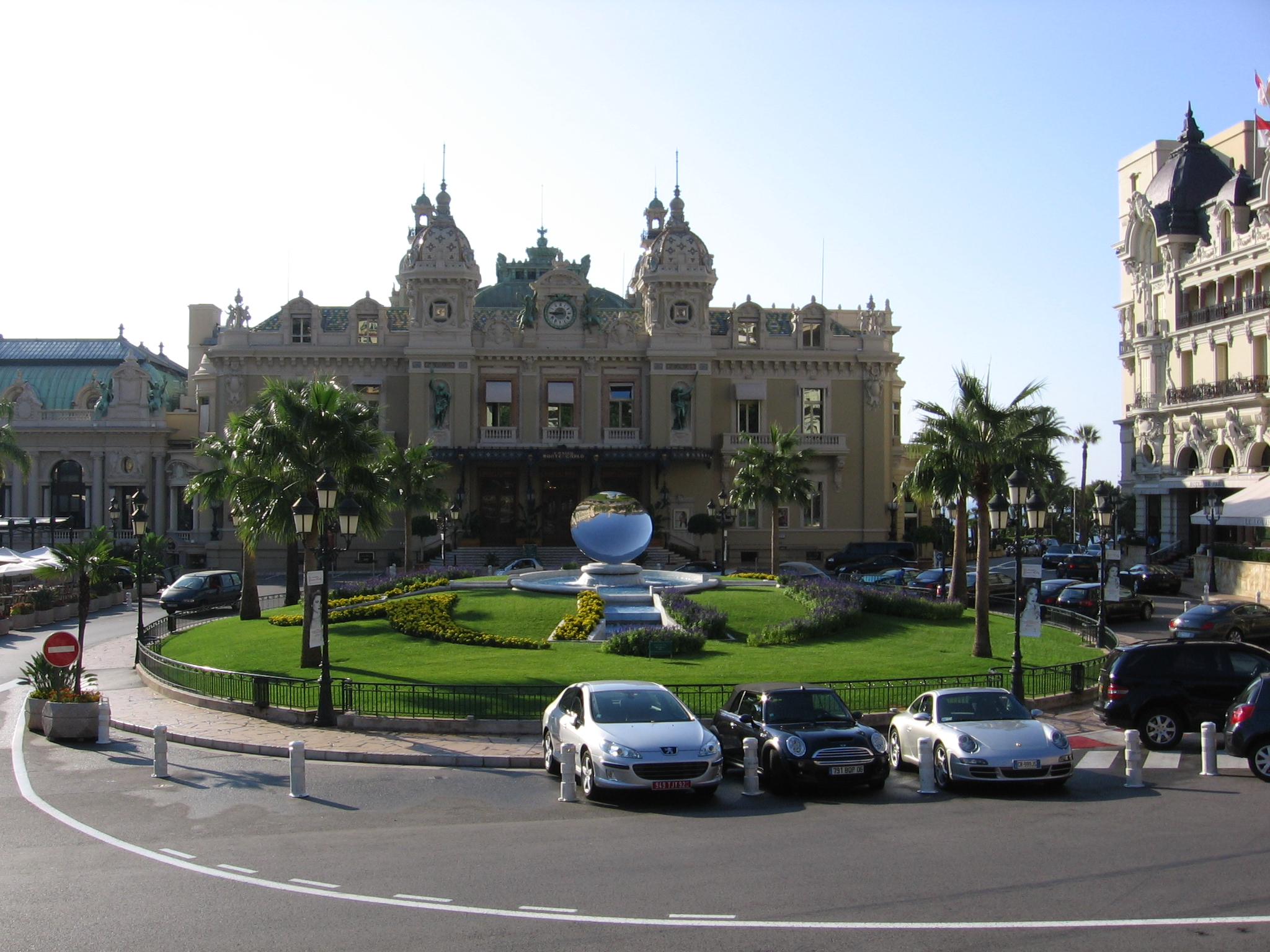
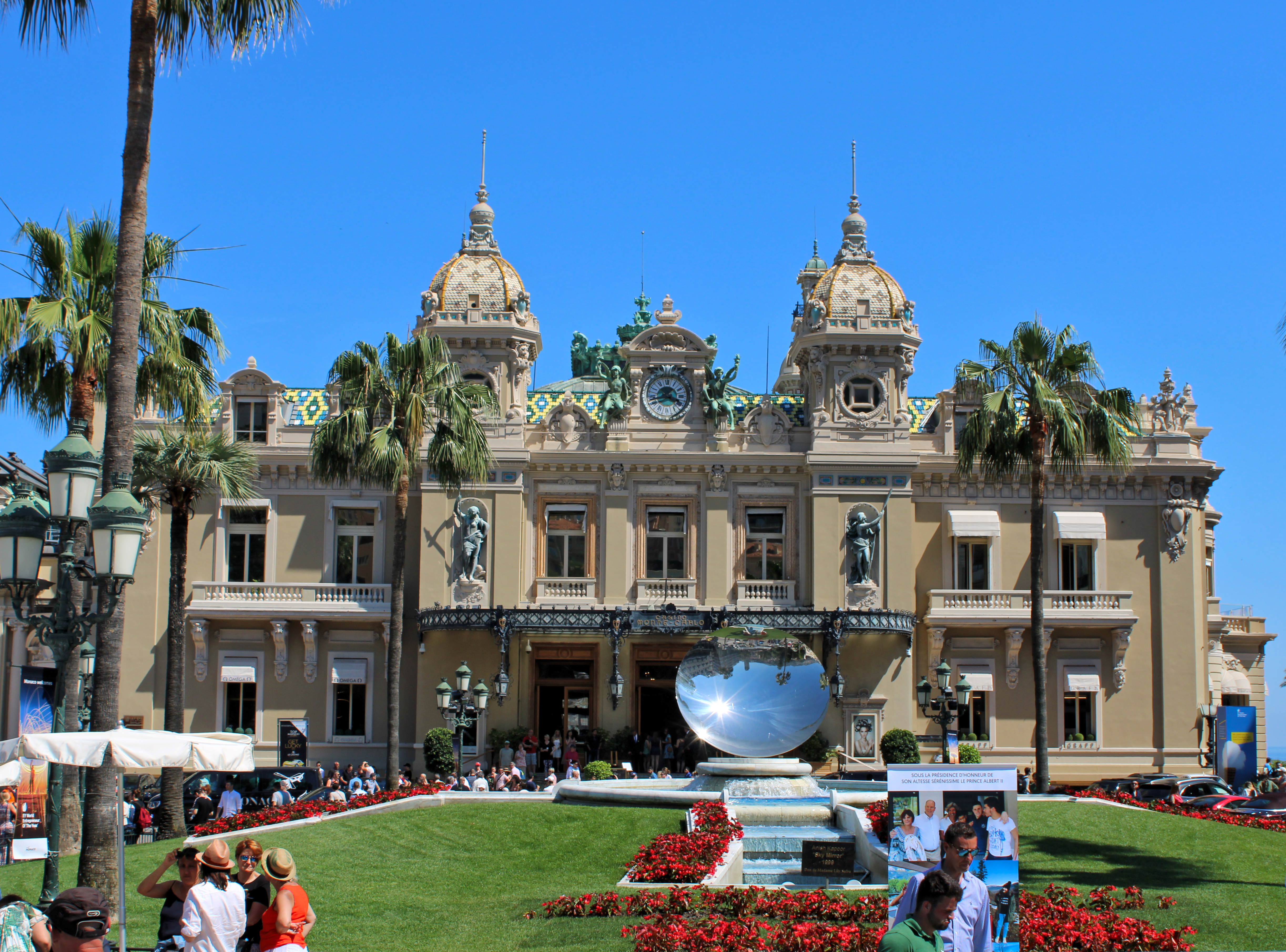
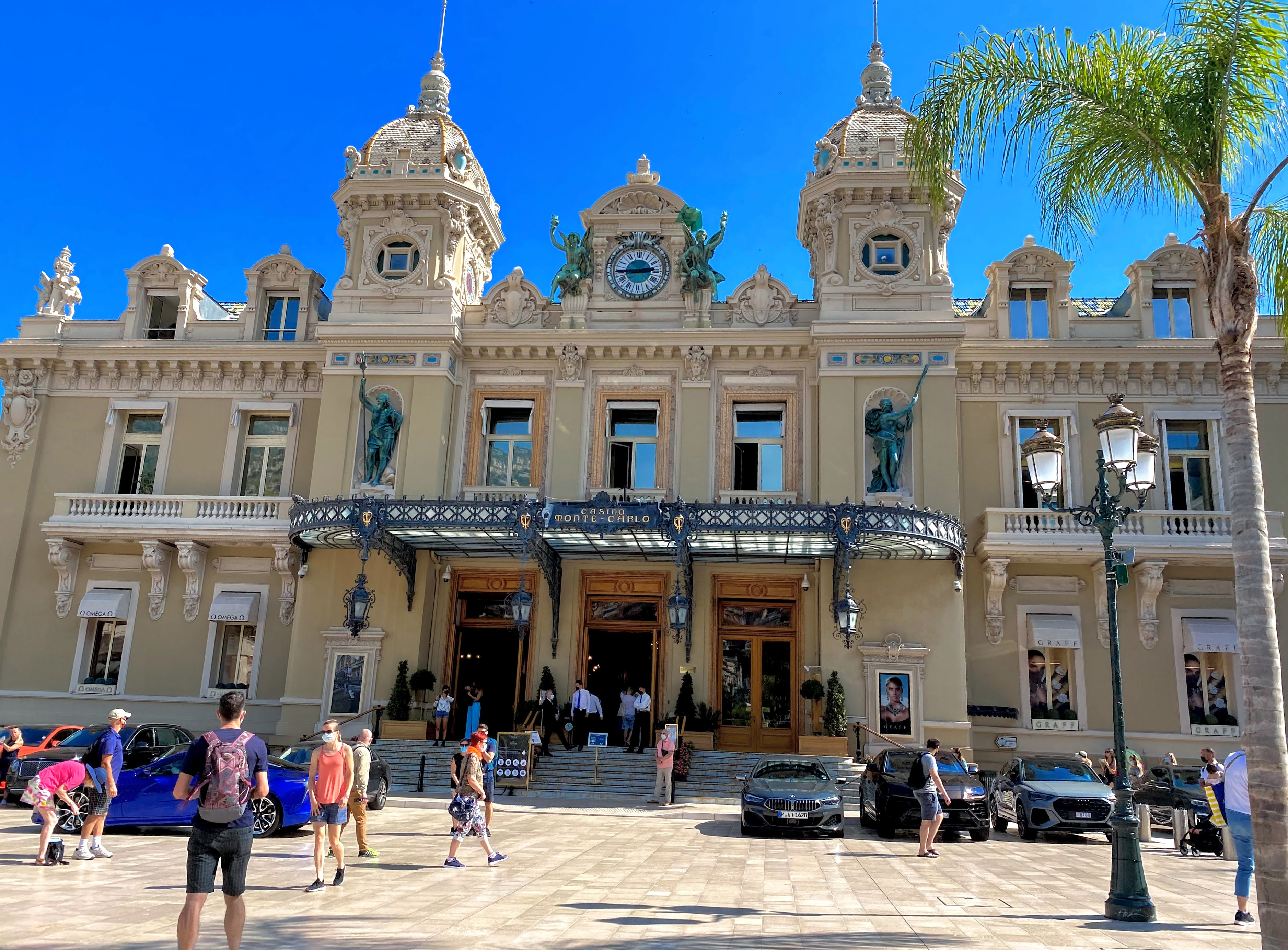
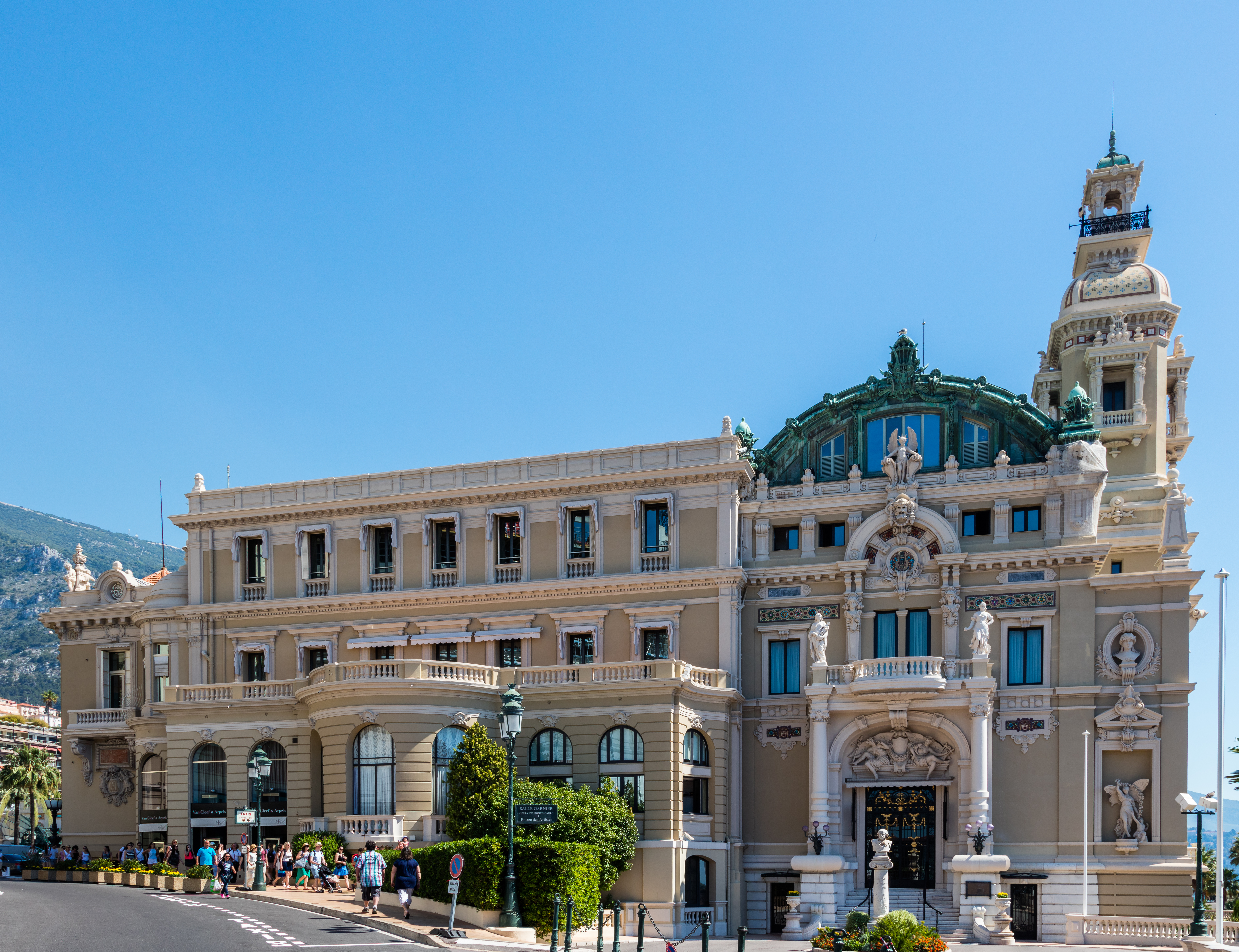
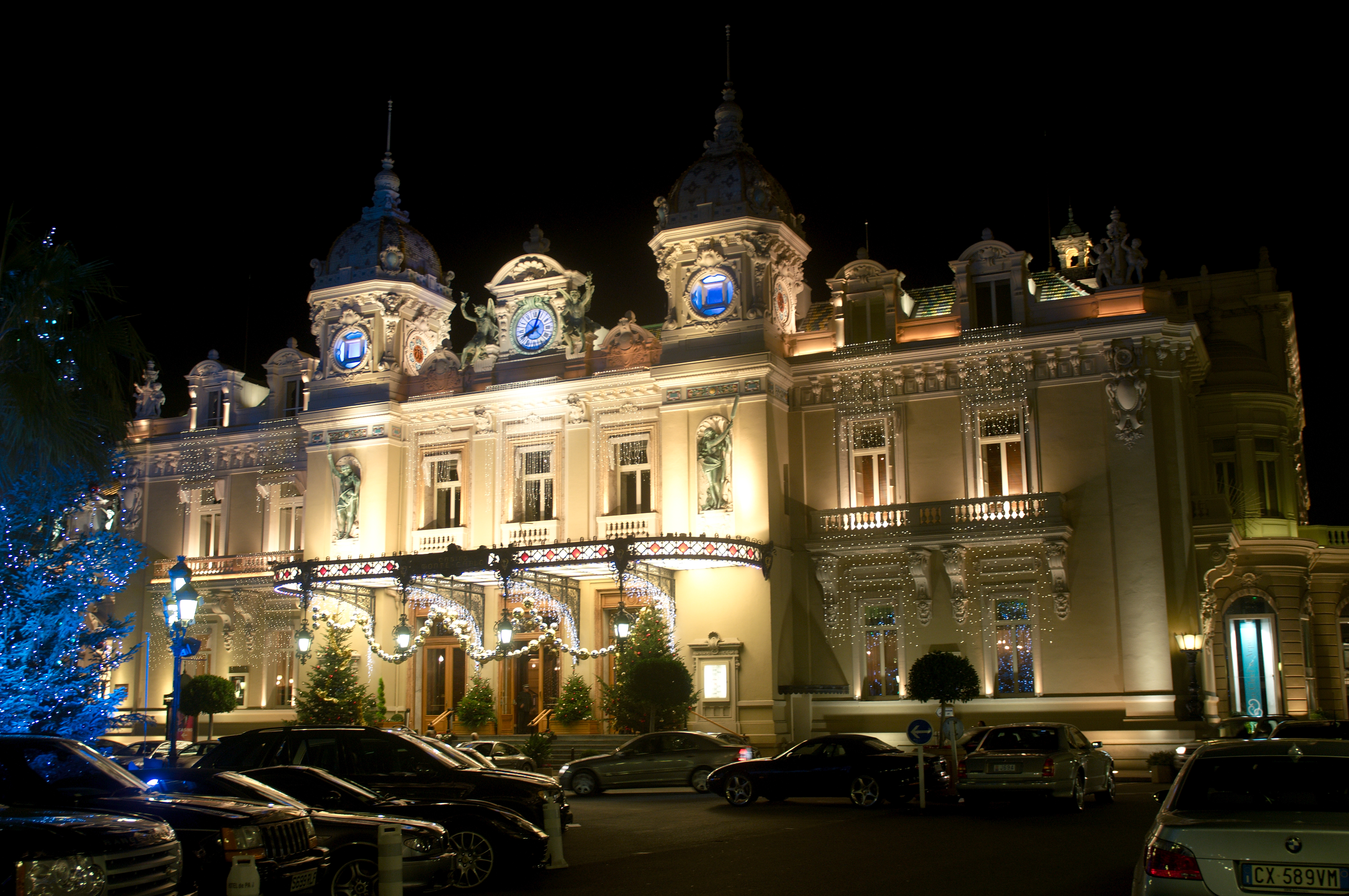
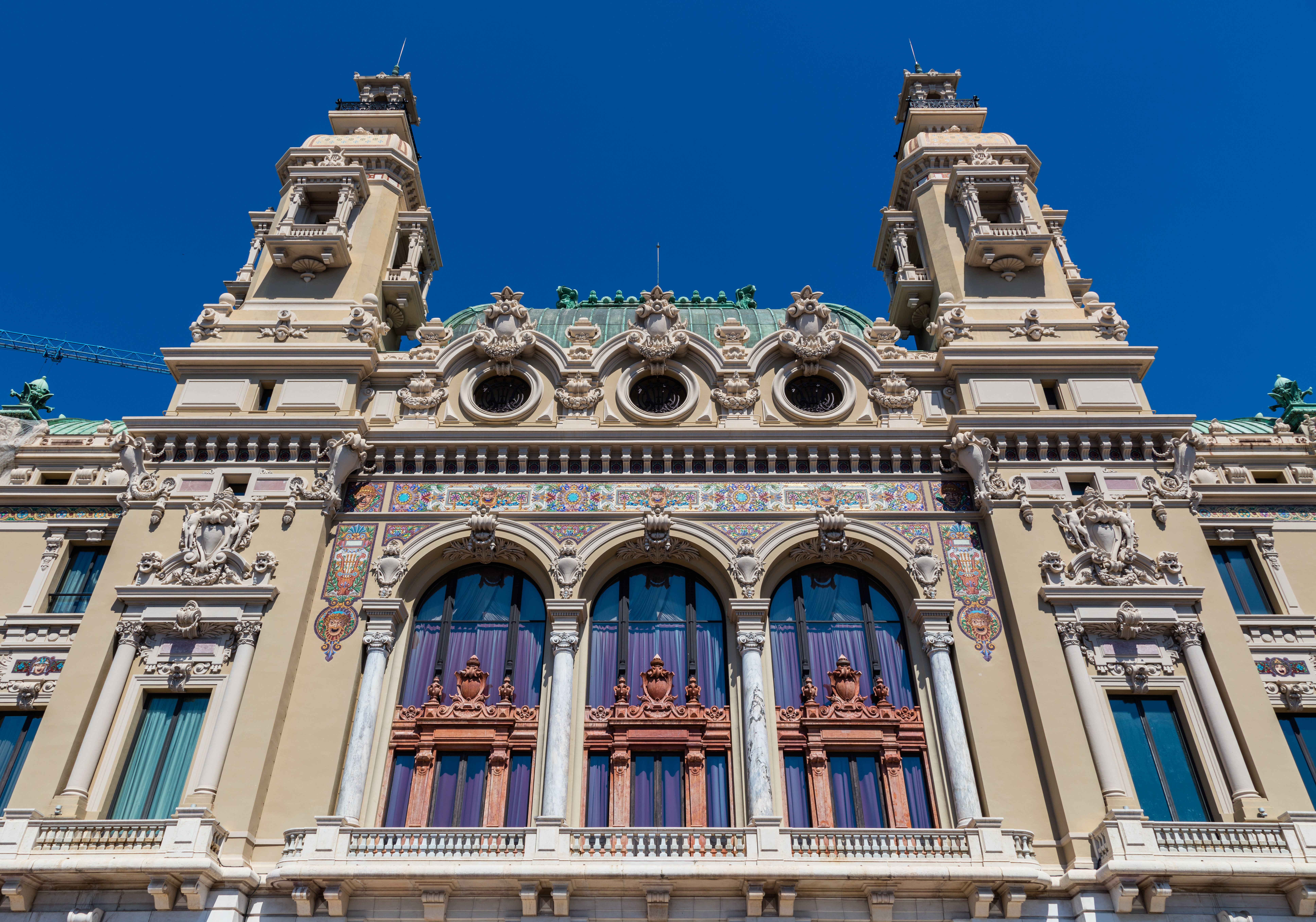
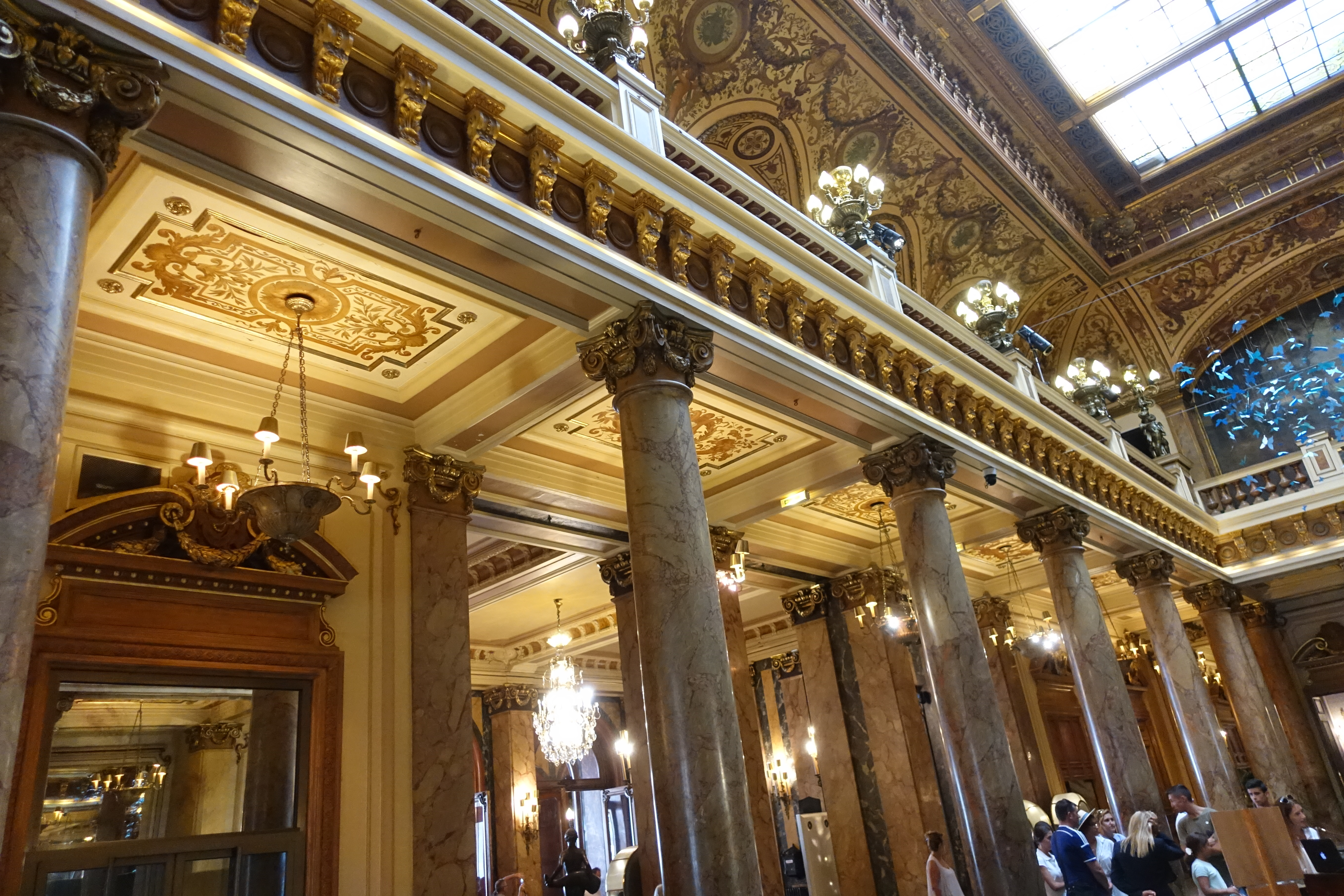
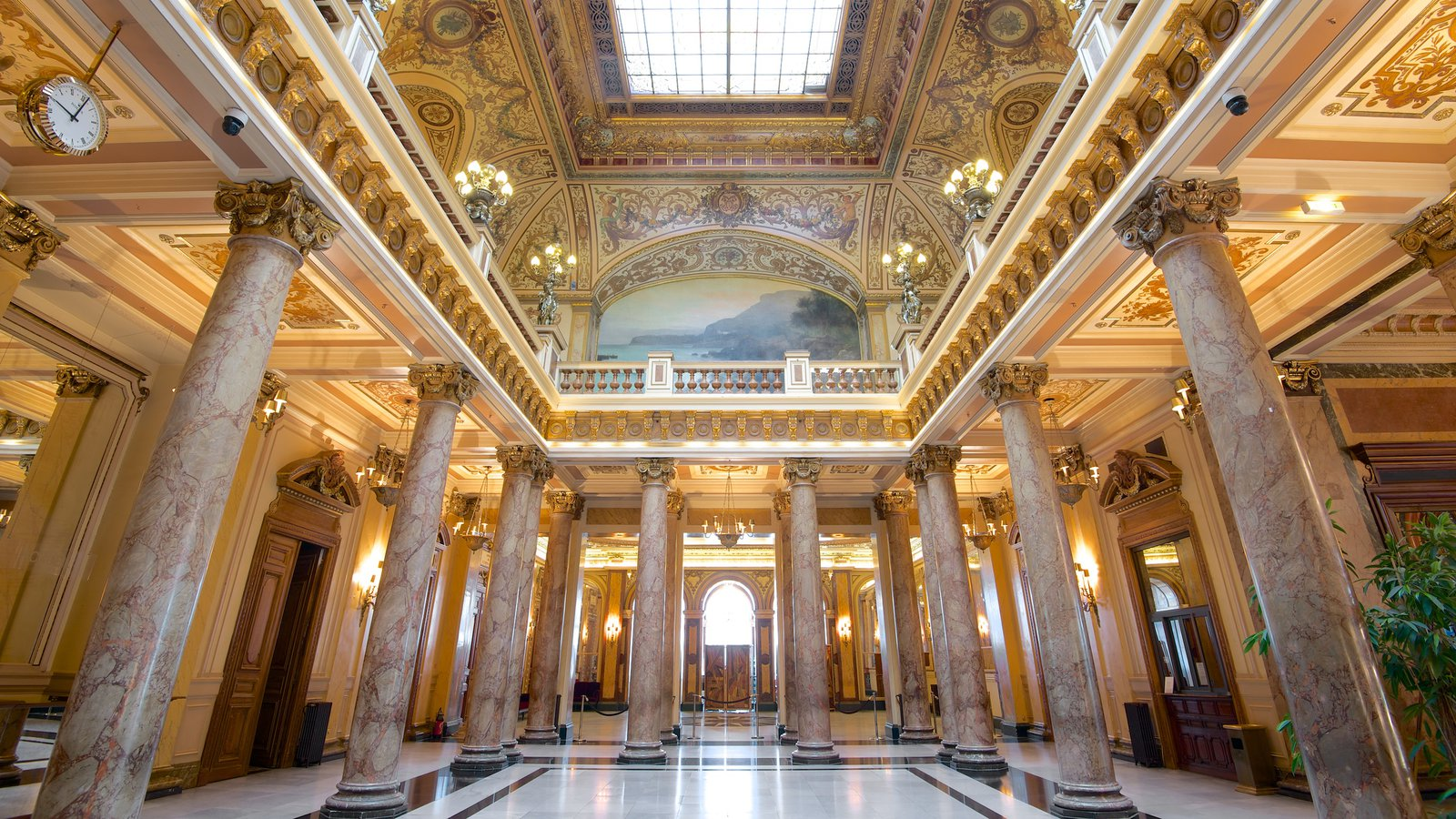
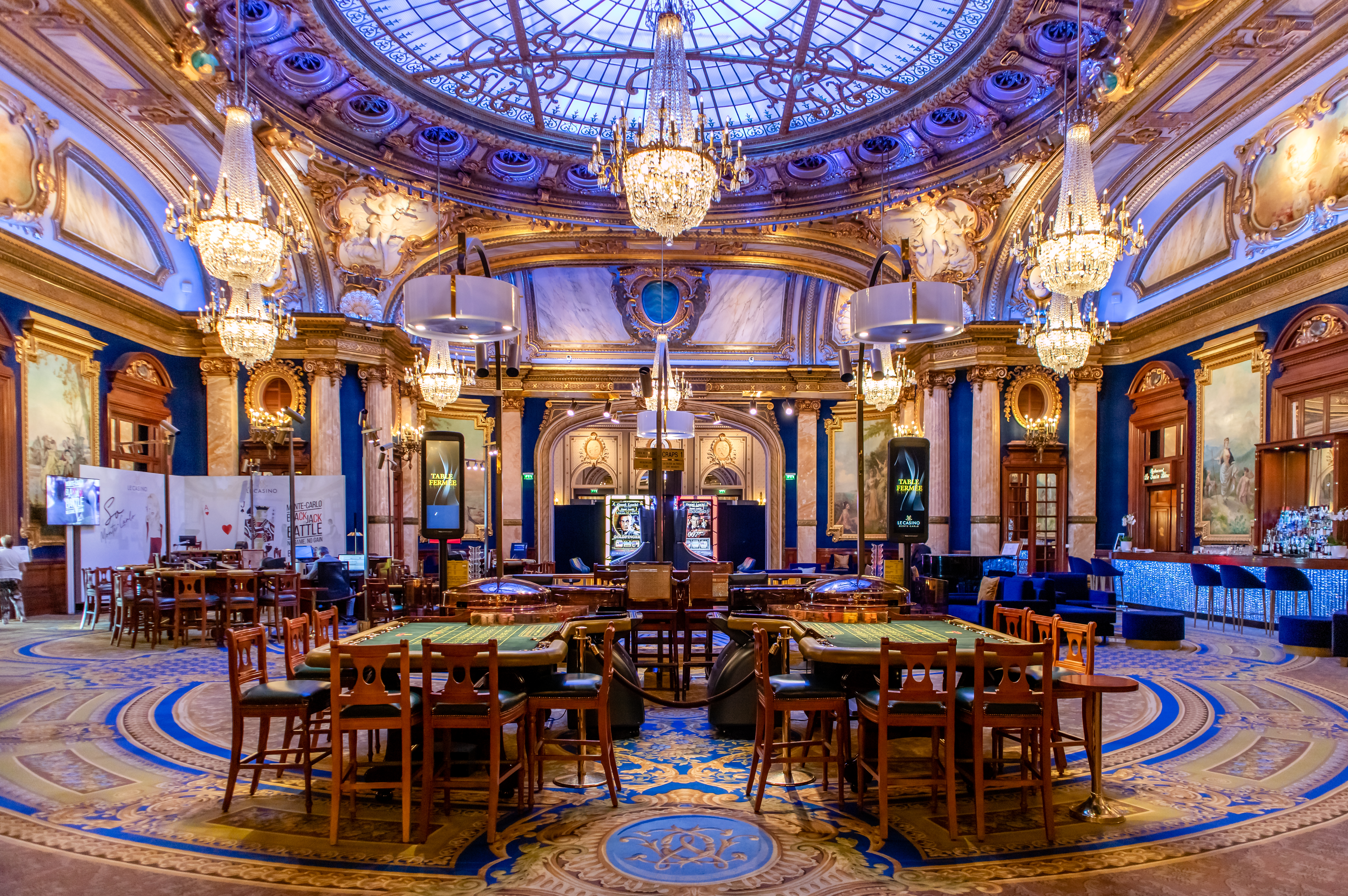
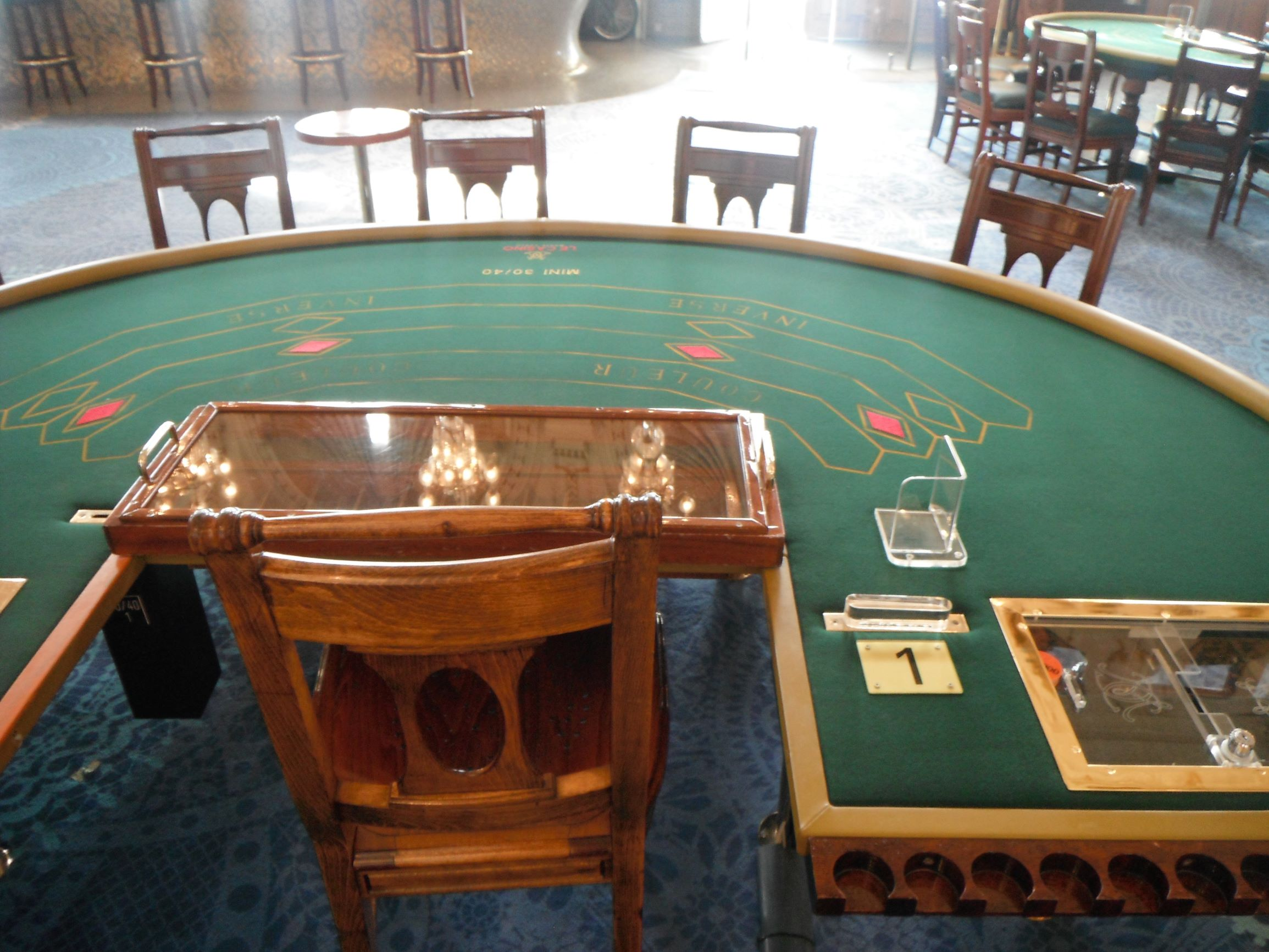

## 外部連結
- Official site （页面存档备份，存于）